# Peter Carl Andersson
Peter Carl Andersson i riksdagen kallad Andersson i Vistena, född 18 september 1807 i Allhelgona socken, Östergötlands län, död 12 november 1884 i Allhelgona socken, var en svensk hemmansägare och riksdagsman.
Andersson var hemmansägare i Vistena i Allhelgona församling. Han var även politiker och ledamot av riksdagens andra kammare.